# 레프코샤구

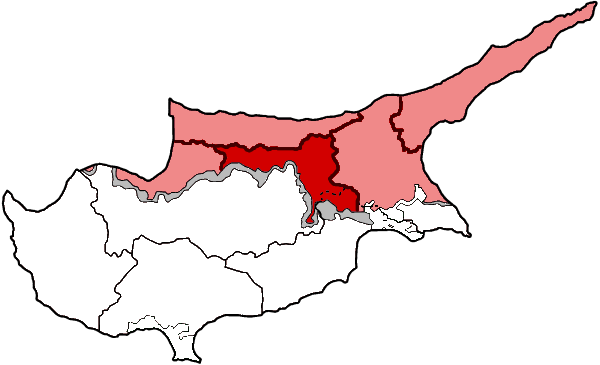
레프코샤구의 위치

레프코샤구(튀르키예어: Lefkoşa İlçesi)는 북키프로스의 구로 행정 중심지는 레프코샤(니코시아)이며 인구는 97,293명(2011년 기준)이다. 2개 소관구(Lefkoşa, Değirmenlik)를 관할한다. 레프코샤구의 일부 구역은 키프로스 공화국의 라르나카구에 속한다.